# 링컨셔 포처 (난수방송)
링컨셔 포처(영어: The Lincolnshire Poacher)는 강력한 단파 난수방송의 이름이다. 이 방송국은 간격 신호 노래를 영국 전통 음악 링컨셔 포처 바 음악을 썼기 때문에 이와 같은 이름이 붙여졌다. 이 방송국은 키프로스 섬에서 방송되며 영국 비밀정보부가 소유하고 있는 것으로 추측된다. 아마추어 위치 추적에 따르면, 이 신호는 키프로스 RAF 아크로티리 영국 공군 기지에서 방송되며 여기서 몇 가지 HRS 안테나가 있는 것이 확인되었다. 이 방송은 전자 합성된 영국 억양의 여성 목소리가 '0-2-5-8-8'와 같은 숫자 5개 조를 묶어서 부른다. 각각 조의 마지막 숫자는 악센트를 붙여서 부른다. 이 방송국은 다른 국가의 비밀 요원에게 일회용 패드를 이용하여 통신하는 데 사용하는 것으로 보인다.
동일한 형식의 난수방송인 호주의 체리 라이프도 동일하게 방송하는 것으로 추측하고 있다. 이 방송 또한 간격 음악에 동일한 영어 민요를 몇 번 반복하여 방송한다. 체리 라이프는 2009년 12월까지 계속 방송했지만, 링컨셔 포처는 2008년 7월 이후 더 이상 방송하지 않는 것으로 보인다.

## 역사

링컨셔 포처를 방송하는 것으로 추측하는 키프로스 아크로티리 지도 및 라디오 안테나 위치.

링컨셔 포처가 방송을 시작한 정확한 날짜는 알 수 없다. 그러나, 이 방송은 1970년 초반에서 중반서부터 시작한 것으로 추정한다. 링컨셔 포처와 같은 난수방송은 최초로 무선 전송을 이용하기 시작하는 제1차 세계 대전서부터 존재했지만, 냉전 시기의 소련과 영국은 다른 국가에서 활동하는 요원에게 신중하게 메시지를 보낼 필요가 있었다. 그러나, 냉전 이후 난수방송의 수는 급격하게 줄어들었다. 링컨셔 포처는 1980년대부터 1990년대까지 계속 유지했지만 냉전 이후에도 계속 방송을 유지시켰다.
2008년 7월, 링컨셔 포처는 방송을 중지했다. 마지막으로 기록된 전송은 2008년 6월 29일이였다. 링컨셔 포처의 자매국으로 생각되는 체리 라이프 방송국이 이후 링컨셔 포처를 대체한 것으로 추측된다. 이것은 체리 라이프가 매우 유사한 호출 부호를 사용하고, 5개 조의 숫자 200개 세트의 메시지를 방송하는 등 유사점이 매우 비슷하기 때문에 인정되고 있다.

### 위치
난수방송의 사용은 모든 정부에서 확인되지 않았지만, 아마추어 무선가들의 추적에 따르면 지중해 키프로스의 RAF 아크로티리 영국 공군 기지 주변에서 방송된다는 것을 확인했다. 이 방송국은 영국 비밀정보국(MI6)이 운영하고 키프로스 기지가 위치한 영국 공군도 같이 운영하고 있는 것으로 추측한다.

## 방송 시간표
링컨셔 포처는 하루에 여러 번, 일주일 내내 여러번 다양한 단파 주파수로 방송했다. 이 시간표는 2006년 1월 기준으로 최신 시간표 업데이트이다. 모든 시간은 협정 세계시 (UTC)이며, 라디오 주파수는 메가헤르츠(MHz)이다.
|       | 월요일               | 화요일               | 수요일               | 목요일               | 금요일               | 토요일               | 일요일               |
| ----- | -------------------- | -------------------- | -------------------- | -------------------- | -------------------- | -------------------- | -------------------- |
| 12:00 | 14.487 15.682 16.084 | 14.487 15.682 16.084 | 14.487 15.682 16.084 | 14.487 15.682 16.084 | 14.487 15.682 16.084 | 14.487 15.682 16.084 | 14.487 15.682 16.084 |
| 13:00 | 14.487 15.682 16.084 | 14.487 15.682 16.084 | 14.487 15.682 16.084 | 14.487 15.682 16.084 | 14.487 15.682 16.084 | 14.487 15.682 16.084 | 14.487 15.682 16.084 |
| 14:00 | 10.426 12.603 14.487 | 12.603 14.487 16.314 | 14.487 15.682 16.084 | 14.487 15.682 16.084 | 14.487 15.682 16.084 | 10.426 11.545 14.487 | 11.545 14.487 15.682 |
| 15:00 | 11.545 13.375 15.682 | 7.755 8.464 10.426   | 11.545 14.487 16.084 | 11.545 12.603 13.375 | 11.545 12.603 13.375 | 11.545 12.603 13.375 | 11.545 12.603 13.375 |
| 16:00 | 11.545 12.603 13.375 | 11.545 13.375 15.682 | 6.485 7.755 10.425   | 8.464 12.603 14.487  | 11.545 12.603 13.375 | 11.545 12.603 13.375 | 8.464 10.426 11.545  |
| 20:00 | 11.545               |                      |                      |                      |                      |                      |                      |